# AU (formato de archivo)
El formato de archivo Au es un formato de archivo de audio introducido por Sun Microsystems. El formato fue común en sistemas NeXT y en páginas antiguas de internet. Originalmente no tenía encabezado, siendo codificada en datos µ-law de 8 bits a una frecuencia de muestreo de 8000 Hz. El hardware de otros fabricantes usaban frecuencias de muestreo mayores a 8192 Hz, comúnmente múltiplos enteros de las señales de reloj de video. Los archivos más nuevos tienen un encabezado de seis palabras de 32 bits sin signo, una porción de información adicional y luego siguen los datos.
Aunque ahora el formato soporta muchas codificaciones de audio, permanece asociado con la codificación logarítmica µ-law. esta codificación fue originaria del hardware de la SPARC station 1, donde SunOS utilizaba la codificación en aplicaciones a través de la interfaz /dev/audio. Esta codificación y la interfaz estaban de facto en el sonido estándar de Unix.
- Datos: Q85864525